# 圆苞金足草
圆苞金足草（学名：Strobilanthes pentstemonoides）是爵床科紫云菜属的植物。分布在中南半岛、台湾岛、喜马拉雅各国、泰国、缅甸以及中国大陆的浙江、长江以南、西藏等地，生长于海拔200米至2,200米的地区，目前尚未由人工引种栽培。

## 别名
球花马蓝（中国高等植物图鉴） 腺萼马蓝（台湾植物志） 土大黄（浙江植物志） 异毛金足草（中国种子植物-数据库光盘） 两广马蓝（广西植物）

## 种下等级
- Strobilanthes pentstemonoides (Nees) T. Anders.